# Assemblea Popular Nacional de la Xina
L'Assemblea Popular Nacional de la Xina (xinès simplificat: 全国人民代表大会, xinès tradicional: 全國人民代表大會, pinyin: quánguó rénmín dàibiǎo dàhuì) és el màxim òrgan legislatiu de la República Popular de la Xina. Amb 2.980 membres en 2018, és l'organisme parlamentari més gran de món. Per influència de la traducció convencional a l'anglès d'aquesta institució, National People's Congress, de vegades s'utilitza també en català el nom Congrés Popular Nacional. El nom xinès de la institució s'abreuja habitualment en la forma de dos caràcters 人大 (réndà).
L'Assemblea Popular es reuneix en sessió completa durant aproximadament dues setmanes cada any en el Gran Saló del Poble de Pequín i delibera sobre lleis importants. Els membres es consideren legisladors a temps parcial i no reben remuneració.
A més del poder legislatiu, la Constitució de la República Popular de la Xina atorga a l'APN altres tres poders: El "poder de triar, decidir i destituir els integrants o dirigents dels òrgans suprems de l'Estat", el "poder de decisió en els assumptes importants de l'Estat "i el" poder de supervisió sobre els altres òrgans suprems de l'Estat".
La majoria del poder de l'APN l'exerceix el Comitè Permanent de l'Assemblea Nacional del Poble (CPANP), que està format per 175 legisladors que es que es reuneix de manera habitual i s'encarrega de les activitats legislatives rutinàries quan no està l'APN. Els membres de l'Assemblea tenen permís per ocupar simultàniament escons en altres òrgans de govern i del partit i normalment en l'assemblea estan tots els alts càrrecs de la política xinesa. Per contra, els membres del Comité Permanent no tenen permís per ocupar simultàniament càrrecs executius o judicials.
La Constitució de la República Popular de la Xina (la quarta després de les del 1954, 1975 i 1978) és la llei suprema d'aquest país. La versió actual vigent fou adoptada arran de la V Assemblea celebrada el 4 de desembre de 1982. Ha estat, però, revisada en quatre ocasions (1988, 1993, 1999 i 2004). La Constitució consta de cinc seccions: 
- Preàmbul,
- Principis generals,
- Drets fonamentals i deures dels ciutadans,
- Estructura de l'estat (l'Assemblea Popular Nacional [capítol III. Secció 1,articles 57 al 78], el Consell d'Estat, etc.) i la bandera,
- La capitalitat.

## Composició
L'Assemblea Popular Nacional que consta d'una sola cambra i de 2980 representants, és formalment l'òrgan suprem del país (encara que molts politòlegs li han criticat la seva dependència excessiva del Partit Comunista de la Xina, davant l'evidència que aquest partit reuneix 2.096 membres mentre que els altres 855, però han tingut 7 vicepresidents de l'Assemblea). El plenari es convoca una vegada a l'any, durant una desena de dies i és renovada cada cinc anys. L'elecció dels diputats és indirecta; els ciutadans xinesos escullen per vot directe els seus representants a les assemblees comarcals o municipals, que al seu torn, escullen els representants de l'assemblea del seu nivell superior, i així successivament fins a arribar a l'Assemblea Popular Nacional. En teoria, la llista dels candidats és proposada pels partits, associacions, empreses o els mateixos ciutadans.
| Partits polítics | Partits polítics                                   | Nombre d'escons |
| ---------------- | -------------------------------------------------- | --------------- |
|                  | Partit Comunista de la Xina                        | 2.096           |
| Front Unit       | Front Unit                                         | 855             |
|                  | Societat Jiusan                                    | 63              |
|                  | Associació Xinesa per la Promoció de la Democràcia | 58              |
|                  | Lliga Democràtica                                  | 57              |
|                  | Associació Nacional de Construcció Democràtica     | 57              |
|                  | Partit Democràtic de Camperols i Treballadors      | 54              |
|                  | Comité Revolucionari del Guomindang                | 44              |
|                  | Partit Zhi Gong                                    | 38              |
|                  | Lliga Democràtica d'Autogovern de Taiwan           | 13              |
|                  | Independents                                       | 471             |

- Societat Jiusan (63)
- Associació Xinesa per la Promoció de la Democràcia (58)
- Lliga Democràtica (57)
- Associació Nacional de Construcció Democràtica (57)
- Partit Democràtic de Camperols i Treballadors (54)
- Comité Revolucionari del Guomindang (44)
- Partit Zhi Gong (38)
- Lliga Democràtica d'Autogovern de Taiwan (13)

## Estructura

### Comitès Especials
A més del Comitè Permanent, s'han establert nou comitès especials en el marc de l'APN per estudiar qüestions relacionades amb camps específics. Aquests comitès inclouen:
- Comitè d'Afers Ètnics
- Comitè de Constitució i Dret[1]
- Comitè d'Afers Interns i Judicials
- Comitè d'Afers Financers i Econòmics
- Comitè d'Educació, Ciència, Cultura i Salut Pública
- Comitè d'Afers Exteriors
- Comitè d'Afers Xinesos d'Ultramar
- Comitè de Protecció Ambiental i Conservació de Recursos
- Comitè d'Agricultura i Afers Rurals

### Cossos Administratius
També s'han establert diversos òrgans administratius per donar suport a la tasca de la APN. Aquests inclouen:
- Oficina General
- Comissió d'Afers Legislatius
- Comissió d'Afers Pressupostaris
- Comitè de Dret Bàsic de la Regió Administrativa Especial de Hong Kong
- Comitè de Dret Bàsic de la Regió Administrativa Especial de Macau

### Presidium
El Presidium de l'APN és un organisme de 178 membres de l'APN. Està compost per alts funcionaris del Partit Comunista de la Xina i de l'estat, els partits no comunistes, la Federació d'Indústria i Comerç de la Xina, aquells sense afiliació partidista, caps d'agències del govern central i organitzacions populars, membres destacats de les 35 delegacions a la sessió de l'APN (incloses les de Hong Kong i Macau) i l'Exèrcit Popular d'Alliberament. Nomena el president i vicepresident de la Xina, al president, vicepresident i secretari general del Comitè Permanent de l'APN, al president de la Comissió Militar Central i al president de la Cort Suprema Popular de la República Popular de la Xina per a l'elecció de l'APN. Les seves funcions estan definides en la Llei Orgànica de l'APN, però no la seva composició.